# Zbigniew Sługocki
Zbigniew Sługocki herbu Jastrzębiec (zm. przed 26 listopada 1672 roku) – sędzia chełmski od 1660 roku, podsędek chełmski w latach 1652-1660, komornik graniczny lubelski.
Poseł sejmiku chełmskiego na sejm nadzwyczajny 1652 roku, sejm zwyczajny 1654 roku, sejm 1659 roku, sejm 1664/1665 roku, sejm nadzwyczajny 1668 roku.
Był elektorem Michała Korybuta Wiśniowieckiego z ziemi chełmskiej w 1669 roku.